# 东湖村 (澎湖县)
东湖村，台湾澎湖县七美乡所辖的一个村。土地总面积1.7平方公里。东湖村共101户，辖10邻，191户，286人。臺灣戰後初期與西湖村合稱東西村，1951年獨立設村。因该村为地形成盆地状，雨天成湖，故名东湖村。